# Muma Pădurii
Muma Pădurii (em tradução livre "Mãe da Floresta" em romeno, também conhecida como Pădureanca ou Muma Huciului) é uma bruxa muito velha e feia que habita em cabanas tenebrosas em florestas antigas e intocadas, segundo o mito romeno ela é uma personificação do mal para crianças, pois ela as rapta para comer.

## Descrição
Com sua magia negra ela pode mudar sua forma para algo mais belo e chamativo, bem como distribuir doces amaldiçoados que deixam as crianças mais suscetíveis às ordens da bruxa, facilitando o trabalho de levá-las para o interior da floresta onde fica sua cabana.
É dito também que Muma Pădurii pode criar todo tipo de poções poderosas, tanto as que curam quanto as que plicam maldições horríveis. Contudo ela tem uma co-dependência com a floresta que é seu lar, assim sendo ela tende a usar seus poderes para restaurar partes da mata que foram destruídas pelos humanos que conseguem penetrar sua floresta, mas estes são casos raros já que a maior parte daqueles que se atrevem a entrar em seus domínios acabam loucos que vagam pela escuridão da floresta quando não mortos de imediato.
Por sua vez, outros dizem que Pădurii só ataca aqueles que fazem mal à floresta ou a crianças pois no primeiro dos casos eles estariam ferindo seu lar e no segundo dos casos estariam mexendo com sua comida, tornando ela uma estranha "entidade neutra" que somente defende seus interesses.
Segundo os povos nômades romenos (algumas caravanas de ciganos) as mães deixavam vassouras e tesouras, bem como ramalhetes de ervas e colares com pedras e cristais perto dos berços e carroças onde os bebês dormiam, estes serviam amuletos para afastar o mal, pois eles acreditam que ela pode roubar as crianças de suas camas ou então fazê-las adoecer.
Muma Pădurii pode ser comparada à outras bruxas de folclores diferentes como a bruxa má de João e Maria dos contos dos irmãos Grimm na Alemanha (antiga Prússia), ou à Baba Yaga do folclore russo, ou ainda à Cuca (velha bruxa que veste pele de jacaré nos mitos indígenas brasileiros), e em uma variação da identidade de uma velha bruxa, espírito ou entidade protetora das florestas podemos citar a Caipora que também muito se assemelha a Muma Pădurii.